# 西部軍管区 (日本軍)
西部軍管区（せいぶぐんかんく）は、1940年から1945年まであった大日本帝国陸軍の軍管区の一つである。

## 概要
西部軍管区とは西部軍の管轄区域であり、中国・四国・九州地方を管轄区域とする西部軍司令部が、軍管区内の軍隊を指揮・統率した。
西部軍は1945年（昭和20年）2月1日、第16方面軍の編成により廃止され、その後は第16方面軍司令部が西部軍管区司令部を兼ね九州地方の軍政を統括した。

## 西部軍管区司令部の人事
司令官
- （兼）横山勇 中将：1945年2月1日 - （第16方面軍司令官）
- 西原貫治 中将：1945年10月13日 - 11月30日

参謀長
- （兼）芳仲和太郎 中将：1945年2月1日 - （第16方面軍参謀長）
- （兼）稲田正純 中将：1945年5月3日 - （第16方面軍参謀長）

参謀副長
- （兼）福島久作 大佐：1945年2月1日 - （第16方面軍参謀副長）
- 友森清晴 大佐：1945年6月1日 -
- 江湖要一 少将：1945年9月10日 - 11月12日

経理部長
- （兼）谷端直 主計少将：1945年1月29日 - （第16方面軍経理部長）[2]